# Les Femmes de 30 ans
Pour plus de détails, voir Fiche technique et Distribution.
Les Femmes de 30 ans (In Praise of Older Women) est un drame romantique canadien réalisé par George Kaczender, sorti en 1978.
Il s'agit de l'adaptation du roman Éloge des femmes mûres (1965) de Stephen Vizinczey.

## Synopsis
András Vayda (Tom Berenger) grandit dans une Hongrie turbulente et déchirée par la guerre, où il recrute des jeunes filles pour les G.I. occupants pendant la Seconde Guerre mondiale. Déçu par les filles de son âge, il rencontre Maya (Karen Black), une femme mariée d'une trentaine d'années, qui lui enseigne l'amour et la romance. Maya n'est que la première des nombreuses femmes mûres qu'András rencontrera au cours de son adolescence et de sa vie de jeune adulte.

## Fiche technique
- Titre français : Les Femmes de 30 ans[1]
- Titre original : In Praise of Older Women[2]
- Réalisation : George Kaczender
- Scénario : Paul Gottlieb, Barrie Wexler
- Photographie : Miklós Lente (en)
- Montage : George Kaczender, Peter Wintonick
- Musique : Tibor Polgár (hu)
- Décors : Csaba András Kertész
- Production : Robert Lantos, Claude Héroux
- Studio de production : Astral Bellevue Pathé, RSL Films
- Pays de production :  Canada
- Langue originale : anglais canadien
- Format : couleurs par Eastmancolor et noir et blanc - 1,78:1 - Son mono - 35 mm
- Genre : drame romantique
- Durée : 109 minutes
- Dates de sortie :
  - Canada : 14 septembre 1978
  - France : 16 mai 1979

## Distribution
- Tom Berenger : András Vayda
- Karen Black : Maya
- Susan Strasberg : Bobbie
- Helen Shaver : Ann MacDonald
- Marilyn Lightstone : Klari
- Alexandra Stewart : Paula
- Marianne McIsaac : Julika
- Alberta Watson : Mitzi
- Ian Tracey : Andras Vajda Jr
- Monique Lepage : la comtesse
- Louise Marleau : la femme de l'ascenseur
- Henry Ramer : narrateur (voix)